# Rhododendron camelliiflorum
Rhododendron camelliiflorum là một loài thực vật có hoa trong họ Thạch nam. Loài này được Hook. f. miêu tả khoa học đầu tiên năm 1851.